# Шишанов, Валерий Алексеевич
Вале́рий Алексе́евич Шиша́нов (род. 6 августа 1966, Витебск) — белорусский историк, историк искусства, музейный работник. Исследователь русского авангарда.

## Биография
Валерий Шишанов родился 6 августа 1966 года в Витебске. Высшее образование получил в Белоруссии — в Гродненском государственном университете.
Учёный секретарь Витебского областного краеведческого музея. Известен как исследователь денежного обращения России конца XVIII — начала XIX в., культурной жизни Витебска конца XIX — начала XX в., здравнёвского периода творчества Ильи Репина, творчества Марка Шагала, Юделя Пэна.